# Nikón (pedagógus)
Nikón (Kr. e. 2. század) görög pedagógus
Sextus Fabius tanítója volt, egy munkát írt „Peri polüphagión" címmel. A mű elveszett, a szerzőt Cicero említése nyomán ismerjük.